# NGC 307
NGC 307 este o galaxie lenticulară situată în constelația Balena. A fost descoperită în 6 septembrie 1831 de către John Herschel.